# O Sombra (filme de 1994)
O Sombra  (The Shadow) é um filme de super-herói americano de 1994, produzido pela Universal Pictures, com produção de Martin Bregman, Willi Bear e Michael Scott Bregman, e direção de Russell Mulcahy. O longa é estrelado por Alec Baldwin, com atuações de apoio de John Lone, Penelope Ann Miller, Peter Boyle, Ian McKellen, Jonathan Winters e Tim Curry. O filme é baseado no personagem de mesmo nome criado por Walter B. Gibson em 1931.

## Sinopse
Após a Primeira Guerra Mundial, Lamont Cranston se estabelece como um chefão do tráfico e senhor da guerra no Tibete. O Tulku, um homem sagrado com poderes sobrenaturais, sequestra Cranston e lhe oferece a chance de se tornar uma força do bem. Cranston inicialmente recusa e é atacado pelo Phurba do Tulku, uma adaga mística voadora. No fim, Cranston aceita se tornar aluno do Tulku e aprende a hipnotizar outras pessoas e distorcer suas percepções, tornando-se invisível, exceto por sua sombra.
Cranston retorna a Nova York sete anos depois e retoma sua vida como um rico playboy, enquanto secretamente atua como o Sombra, um vigilante que aterroriza o submundo da cidade. Ele recruta algumas das pessoas que salva para serem seus agentes, fornecendo informações e conhecimentos especializados. Sua identidade é amplamente desconhecida, inclusive por seu tio Wainwright, que é o comissário de polícia de Nova York e que ele precisa hipnotizar regularmente para impedir a interferência da polícia. A identidade secreta de Cranston é ameaçada ao conhecer Margo Lane, uma socialite que também possui poderes telepáticos.
Shiwan Khan, um poderoso discípulo rebelde do Tulku, chega a Nova York dentro do sarcófago de Gengis Khan. Como último descendente de Khan, Shiwan planeja cumprir as ambições de dominação mundial de seu ancestral. Ele propõe uma aliança a Cranston, que recusa. Após adquirir uma moeda rara de Khan, Cranston descobre que ela é feita de bronzium, um metal que pode ser usado para fissão nuclear, e que o pai de Margo, Reinhardt, um cientista que trabalha com pesquisa de energia para o Departamento de Guerra e que tornou-se recluso e estranho. Cranston deduz que Khan está controlando Reinhardt para criar uma bomba atômica.
Khan hipnotiza Margo e a comanda para matar o Sombra. Cranston consegue libertá-la do controle de Khan, mas ela descobre sua identidade secreta. O assistente de Reinhardt, Farley Claymore, se alia a Khan para construir a bomba, que Khan usa para chantagear Nova York. O Sombra eventualmente descobre a localização de Khan: o luxuoso Hotel Monolith, um edifício que Khan tornou invisível e esquecido pelos habitantes da cidade. Ao entrar no hotel para o confronto final, o Sombra é dominado pelo Phurba antes de virar a arma contra Khan, rompendo o controle hipnótico sobre Reinhardt e a cidade. Enquanto Margo e Reinhardt desativam a bomba, o Sombra persegue Khan pelo hotel e o derrota ao lançar um estilhaço de vidro contra seu lobo frontal.
Khan acorda em uma cela acolchoada de um hospital psiquiátrico. Um dos médicos diz a ele que conseguiram salvar sua vida removendo parte de seu cérebro, anulando suas habilidades psíquicas, antes de se afastar e revelar um anel do Sombra, indicando que é um de seus agentes. Cranston e Margo iniciam um relacionamento e unem forças para combater o submundo do crime.

## Elenco
- Alec Baldwin como Lamont Cranston / O Sombra[4]
- John Lone como Shiwan Khan, um descendente de Gengis Khan
- Penelope Ann Miller como Margo Lane
- Peter Boyle como Moses "Moe" Shrevnitz
- Ian McKellen como Dr. Reinhardt Lane